# Alfred Spang
Alfred Spang (* 22. November 1876 in Königheim; † 25. November 1955 in Bad Krozingen) war ein deutscher Tierarzt und Politiker der Zentrumspartei.

## Leben und Beruf
Nach dem Besuch der Volksschule begann Spang 1895 ein Studium an der Tierärztlichen Hochschule Stuttgart. 1899 erhielt er die Approbation als Tierarzt. Im selben Jahr trat er seinen Militärdienst als Einjährig-Freiwilliger an. 1903 legte er in Karlsruhe die staatstierärztliche Dienstprüfung ab, danach ließ er sich als Grenztierarzt in Waldshut nieder. 1911 wurde er Bezirkstierarzt in St. Blasien, er führte den Titel Veterinärrat. Die Tätigkeit unterbrach er während des Ersten Weltkriegs, als er in den Kriegsdienst eingezogen wurde.

## Zeit des Nationalsozialismus
Am 20. März 1933 wurde Spang vom Kreisleiter der NSDAP, die sich zu einem Protestaufmarsch vor seinem Wohnhaus in Staufen im Breisgau versammelt hatte, in sogenannte „Schutzhaft“ genommen. Nach acht Tagen Haft in Freiburg wurde er mit der Auflage entlassen, nicht in den Bezirk Staufen zurückzukehren, durfte dann aber am 14. April 1933 nach Staufen zurückkehren. Am 26. September 1933 wurde er auf Antrag des badischen Reichsstatthalters Robert Wagner und auf Grundlage des Gesetzes zur Wiederherstellung des Berufsbeamtentums in den Ruhestand versetzt.

## Politik
Spang gehörte der Zentrumspartei an. Von 1913 bis 1918 gehörte er der zweiten Kammer der Badischen Ständeversammlung an und vertrat dort das Amt St. Blasien und Teile des Amtes Waldshut. 1919 wurde er im Wahlkreis Konstanz in den ersten Landtag der Republik Baden gewählt, er gehörte ihm bis zum Ende der Wahlperiode 1921 an.